# Нова Седлица
Нова Седлица (слч. Nová Sedlica) насељено је мјесто са административним статусом сеоске општине (слч. obec) у округу Сњина, у Прешовском крају, Словачка Република.

## Становништво
| Година:    | 1994. | 2004.    | 2014.    | 2024.    |
| ---------- | ----- | -------- | -------- | -------- |
| Број људи: | 373   | 323      | 290      | 231      |
| Разлика:   |       | -13,40 % | -10,21 % | -20,34 % |

| Година:    | 2023. | 2024.   |
| ---------- | ----- | ------- |
| Број људи: | 236   | 231     |
| Разлика:   |       | -2,11 % |

Према подацима о броју становника из 2024. године насеље је имало 231 становника.